# Баунті (альбом)
Баунті — студійний альбом українського гурту Made in Ukraine, виданий 1999 року. До альбому увійшли 14 композицій, а також кліп до пісні «Пригадай [Архівовано 5 жовтня 2016 у Wayback Machine.]».

## Список композицій
Сторона А
- 1. Чебурашка (3:45)
- 2. Знаю! (3:10)
- 3. Любов (3:57)
- 4. Чому щастя не для мене (3:56)
- 5. Без сумніву (3:23)
- 6. Все, все, все (3:50)
- 7. Вірю — не вірю (4:25)

Сторона Б
- 8. Тато Аліси (1:39)
- 9. Вічно молодий (4:13)
- 10. Перша любов (4:07)
- 11. Синьоокий мій (3:41)
- 12. Дай мені слово (4:53)
- 13. Ти і я (4:35)
- 14. Пригадай (3:37)

## Відео
Відео до пісні "Пригадай" було відзняте 1999 року. Того ж року відео транслювалося українськими телеканалами. Відео зображує вокалістів Руслана Рисенка та Тетяну Дегтярьову, що співають під дією ефектів комп'ютерної графіки. Серед таких ефектів - космос та об'ємні геометричні фігури.

## Учасники запису
- Н. Байдал — музика та вірші
- А. Босенко — музика та вірші
- Антон Коффін — звукорежисура
- Руслан Рисенко — вокал
- Тетяна Дегтярьова — вокал